# Malik Mughith
Malik Mugith fou un militar i noble de Malwa, fill d'un noble turc anomenat Ali Shir Khurd.
Es va distingir en el temps del sultà Alp Khan Hushang Shah de Malwa (1405-1435) que el va nomenar ministre i li va donar els títols de Ashraf al-Mulk i de Khan-i Djahan. A la mort del sultà Hushang Shah el 5 de juliol de 1435 el va succeir el seu fill Ghazni Khan Muhamnmad Shah (1435-1436) que va tenir el suport de Mahmud, i fou conegut com a Muhammad Shah Ghuri. Enemistat amb Mahmud el va voler fer matar en sospitar que volia usurpar el tron, però aquest se'n va assabentar i es va avançar fent assassinar al sultà deposant la dinastia Ghuri. Mahmud va aconseguir el poder oferint el tron al seu pare, Malik Mughith, que el va refusar, i llavors ell mateix es va proclamar sultà el 16 de maig del 1436, donant al seu pare el títol d'Azam Humayun i permetent-li utilitzar tots els símbols propis de la reialesa (i a més el va consultar sovint). Entre els títols que Malik Mughith va portar estan els de amir al-umara, zubdat al-mulk, khulasat al-Malwa, masnad-i- ali i el ja indicat d'azam-i humayun. Així es va iniciar la dinastia Khalji de Malwa.
Llavors es va produir l'efímera proclamació de Masud Khan Ghuri, fill de Muhammad Shah Ghuri, que tenia el suport del sultanat de Gujarat, que es va presentar al país, assetjant Mandu. Mahmud va haver de sortir de Mandu per anar en defensa de Chanderi, atacada per Khandesh, deixant el govern a Mandu al seu pare. Però Masud Khan Ghuri es va haver de retirar aviat cap al Gujarat a causa de la pesta que s'havia declarat entre els seus soldats, i Mahmud va retornar a Mandu al cap de 17 dies. El nobles lleials a Muhammad Shah Ghuri revoltats foren derrotats i alguns executats mentre altres, per consell de Malik Mughith Azam Humayun, foren perdonats per apaivagar el conflicte; però això fou interpretat com a debilitat i la rebel·lió es va estendre. Azam Humayun va fer enverinar llavors al príncep Ahmad Khan, fill d'Hushang Shah, i després va eliminar els rebels un darrere l'altra; el gener del 1438 la revolta es va donar per acabada.
Malik Mughith va morir després d'una breu malaltia el 1443 durant la guerra de Malwa contra el rana de Mewar, en el setge de Mandasor; el seu fill Mahmud avançava cap a Chitor i al saber la notícia i com que Chitor era difícil de conquerir, es va dirigir a Mandasor, des d'on després va retornar a Mandu. Malik Mughith fou enterrat en aquesta ciutat al mausoleu dels Khaljis. A la mateixa ciutat havia fet construir una mesquita notable coneguda com a Masjid-i Maluik Mughith el 1432.